# سید کمال هادیانفر
سید کمال هادیان‌فر سرتیپ پاسدار فرماندهی انتظامی جمهوری اسلامی ایران است که از ۳۰ بهمن ۱۴۰۳ به‌عنوان مشاور و رئیس دفتر جانشین فرمانده کل نیروهای مسلح در امور فراجا فعالیت می‌کند، همچنین مشاور فرمانده کل انتظامی است. وی پیش‌تر از ۱۹ دی ۱۴۰۲ تا ۱۸ آذر ۱۴۰۳ معاون حمل‌ونقل وزارت راه و شهرسازی بود.
هادیان‌فر در خلال جنگ ایران و عراق از اعضای سپاه پاسداران انقلاب اسلامی بود. وی از ۱۳۸۶ تا ۱۳۸۸ به‌عنوان جانشین رئیس پلیس راهنمایی و رانندگی ناجا فعالیت می‌کرد، در فاصله سال‌های ۱۳۸۹ تا ۱۳۹۷ ریاست پلیس فتا را برعهده داشت و از اسفند ماه ۱۳۹۷ تا دی ماه ۱۴۰۲ رئیس پلیس راهنمایی و رانندگی بود.

## جایزه‌ها و نشان‌های افتخار
این بخش شامل نشان‌ها و جایزه‌های رسمی هادیان‌فر است که بر روی لباس همسان او نصب می‌شود ولی جایزه‌های غیرنظامی و غیررسمی را دربر نخواهد گرفت.

### آرم‌ها
| آرم‌های یقه |
|            |

| آرم‌های بازو        |
| راهنمایی و رانندگی |

### نوار نشان‌ها
|  |  |  |
|  |  |  |
|  |  |  |

### نام نشان‌ها
| نشان ورزش          |                                             |           |
| نشان کارشناسی ارشد | دوره کارشناسی ارشد عالی علوم و فنون انتظامی |           |
| دوره سرپرستی       | دوره تخصصی                                  | دوره علمی |